# Wei or Die
Wei or Die est une fiction interactive. Thriller social aux accents de teen movie, Wei or Die met en scène un week-end d’intégration au cours duquel un groupe d’étudiants flirte en permanence avec les limites de la fête.
Il est réalisé par Simon Bouisson et co-écrit avec Olivier Demangel et est diffusée par France Télévisions Nouvelles Écritures sur un site dédié.

## Synopsis
Au cours d’un WEI, le week-end d’intégration d'une grande école de commerce, le corps d’un jeune homme est retrouvé noyé au bord d’un étang.
Appelés sur les lieux, les policiers interrogent les participants et font face à des récits trop contradictoires pour qu’ils acceptent la thèse de l’accident. Ils décident alors de saisir toutes les images filmées par les étudiants pour lever les zones d’ombres et comprendre ce qui s’est passé.
18 heures plus tôt. Les étudiants viennent fêter leur WEI dans un vaste gîte à la campagne. Déjà soumis à l’autorité des deuxièmes années, ils doivent apprendre les rapports de force, de domination et de dérision qui courront pendant leur scolarité. Au fil de la journée, les activités deviennent de plus en plus trash et l’écart se creuse entre ceux qui adhèrent et ceux qui n’adhèrent pas au WEI. Aspirés par l’alcool, la surenchère et l’intensité progressive de la fête, les esprits s’échauffent et le groupe finit par perdre pied.

## Description
- Si vous ne connaissez pas le sujet, laissez ce bandeau (vous pouvez alors contacter les auteurs).
- Si vous supprimez le contenu mis en cause (vous pouvez préalablement contacter les auteurs),

argumentez précisément cette suppression dans la page de discussion
(un manque de référence n'est pas un argument ; une recherche réelle de référence doit avoir été effectuée, être formellement documentée).
Le film introduit une nouvelle façon de visionner une histoire : saisies par la police, toutes les images filmées par les étudiants au cours du Week-end d'intégration (WEI) sont resynchronisées et agencées sur une timeline globale : la Realtimeline. Ces images sont les seuls supports visuels disponibles, identifiés par les boutons caméras. Grâce à ces boutons, l’internaute peut choisir ce qu’il souhaite regarder et switcher d’une caméra à l’autre en temps réel. La Realtimeline ainsi que les caméras disponibles sont accessibles via la souris mais aussi grâce au clavier, pour une navigation optimisée. L’internaute spectateur peut accéder à la Realtimeline à tout moment pour voir sa progression et naviguer librement dans le film en cliquant sur les segments.
Le film interactif contient 90 minutes de fiction, et l'expérience dure au minimum 45 minutes.

## Fiche technique
- Réalisation : Simon Bouisson
- Scénario : Simon Bouisson et Olivier Demangel
- Musique : The Supermen Lovers
- Musiques additionnelles : Ateph Elidja, Golden Bug, Superpitcher, Paul Kalkbrenner, The Supermen Lovers, Chloé, In Flagranti, Jonjo Jury, Ilya Santana
- Photographie : Ludovic Zuili
- Montage : Simon Bouisson et Cécile Frey
- Direction Artistique : Sophie Bégon
- Production : Sara Brücker, Fabienne Servan Schreiber et David Bigiaoui
- Société de production : Résistance Films, Cinétévé Experience et France Télévisions nouvelles écritures
- Genres : drame, thriller
- Durée : 90 minutes
- Date de sortie : 28 octobre 2015
- Site web : weiordie.simonbouisson.com

## Distribution
- JB : Xavier Lacaille
- Leïla : Jade Hénot
- Jules : Thomas Silberstein
- Tania : Noémie Merlant
- Romain :  Jonathan Demurger
- Léo : Arthur Choisnet
- Ali : Freddy Kimps
- Mélanie Dupré : Laurette Tessier
- Félix : Gary Mihaileanu
- Emma : Camille Pélicier
- Vincent : Léonard Prain
- Malek : Jules Babin
- Ludo : Ludovic Zuili
- Bak : Stéphane Bak
- Côme : Côme Levin
- Nina : Nina Mélo
- Mona : Tiphaine Haas
- Clarisse : Camille Claris

## Sélection en festivals et prix
- Best Interactive Narrative aux Lovie Awards
- Best Interactive Narrative à Filmgate Miami
- Trophée révélation à l'Assemblée des Médias
- Prix de l'innovation au Festival des créations télévisuelles de Luchon 2016
- Grand prix du jury au Swiss Web Program Festival
- Meilleure œuvre transmédia internationale au Liege Web Fest
- Présenté à Festival international du court métrage de Clermont-Ferrand
- Présenté au Festival Premiers Plans d'Angers
- Présenté au Festival de la fiction TV de la Rochelle
- Présenté au Forum blanc - Annecy
- Présenté à I Love Transmedia